# László Cseh (piłkarz)
László Cseh (ur. 4 kwietnia 1910 w Budapeszcie, zm. 8 stycznia 1950 tamże) – węgierski piłkarz występujący na pozycji napastnika.

## Kariera piłkarska
László Cseh grał w następujących drużynach: III. Kerületi TUE, BSE, Hungária Budapeszt, Kispest Budapeszt, Szegedi AK i Gamma FC. W sezonie 1934/1935 oraz 1936/1937 występując w barwach Hungárii został królem strzelców ligi węgierskiej.
László Cseh ma na koncie 34 mecze i 15 bramek w reprezentacji Węgier. W 1938 był także w kadrze reprezentacji narodowej na mistrzostwa świata. Zmarł w wieku 40 lat.